# Nukutavake (Polinesia Francesa)
Nukutavake es una comuna francesa situada en la subdivisión de Islas Tuamotu-Gambier, que forma parte de la colectividad de ultramar de Polinesia Francesa.

## Composición
Está formada por la unión de las tres comunas asociadas de Nukutavake, Vahitahi y Vairaatea, que abarcan los atolones de Akiaki, Nukutavake, Pinaki, Vahitahi y Vairaatea:
| Comuna asociada de Nukutavake |                  |                  |                    |
| Atolones                      | Población (2012) | Superficie (km²) | Densidad (hab/km²) |
| Nukutavake                    | 190              | 5.8              | 33                 |
| Pinaki                        | 0                | 1.3              | 0                  |
| Comuna asociada de Vahitahi   |                  |                  |                    |
| Atolones                      | Población (2012) | Superficie (km²) | Densidad (hab/km²) |
| Akiaki                        | 0                | 1.7              | 0                  |
| Vahitahi                      | 105              | 3.5              | 30                 |
| Comuna asociada de Vairaatea  |                  |                  |                    |
| Atolones                      | Población (2012) | Superficie (km²) | Densidad (hab/km²) |
| Vairaatea                     | 57               | 3                | 19                 |

## Demografía
| Gráfica de evolución demográfica de Nukutavake entre 1971 y 2012 |
|                                                                  |

Fuente: Insee